# Ещё раз про любовь
«Ещё раз про любовь» — советский чёрно-белый художественный фильм, снятый режиссёром Георгием Натансоном на киностудии «Мосфильм» в 1968 году. Сценарий для картины был написан молодым драматургом Эдвардом Радзинским по его пьесе «104 страницы про любовь» (1964).
Исполнителями главных ролей стали актриса ленинградского Большого драматического театра Татьяна Доронина (Наташа) и актёр Московского театра имени Маяковского Александр Лазарев (Евдокимов). Успех картины был предрешён популярностью пьесы и удачно подобранным актёрским составом.
В Москве премьера фильма состоялась 11 мая 1968 года. После выхода фильма на экран Татьяна Доронина окончательно закрепила за собой статус звезды, а к Александру Лазареву пришло настоящее признание. 
Фильм, ставший лидером проката Советского Союза 1968 года, посмотрело за год около 40 млн зрителей.
Картина была высоко отмечена на Международном кинофестивале в Картахене (Колумбия) в 1969 году, где демонстрировалась вне конкурса: жюри кинофестиваля присудило ей Гран-при «За мастерство режиссуры и высокие моральные качества». 
Фильм вошёл в золотой фонд кинематографа и считается классикой советского кино.

## Сюжет
Впервые бортпроводница Наташа (Татьяна Доронина) увидела физика Евдокимова (Александр Лазарев) в Политехническом музее, куда она пришла с давним другом Феликсом (Александр Ширвиндт). Тогда ей очень понравился уверенный в себе молодой докладчик. В дальнейшем же её отношения с Феликсом не сложились. 
Однажды в кафе, перед очередным вылетом, она вновь встречает Евдокимова. Они знакомятся. Интеллектуал, избалованный вниманием, самоуверенный и высокомерный Евдокимов удивлён и поражён, но и очарован случайной знакомой. «Вы — лучшая девушка в СССР!» — пытается оригинальничать он, понимая, что нравится Наташе.
После второго свидания, выйдя из кафе ночью, они пытаются поймать такси, так как Наташе утром надо на самолёт. Евдокимов предлагает девушке зайти к нему, вызвать такси по телефону. Наташа остаётся у Евдокимова до утра. В эту ночь она признаётся ему в любви. Евдокимов слушает её холодно и отстранённо, не понимая, что за словами Наташи стоят её открытость и воспоминания о нём. Утром Евдокимов дежурно договаривается о встрече. Лишь после её ухода он замечает записку. «Встречаться не будем», — пишет Наташа, однако в этот день они оба приходят в условленное время к стадиону «Динамо». Так начинается их роман. Их отношения складываются непросто: они слишком разные, слишком далеки от совпадения их интересов.
Но любовь Наташи к Евдокимову оказывается сильней предубеждений. Они учатся понимать друг друга, то ссорясь, то испытывая нежность друг к другу. Евдокимов неожиданно для себя самого тоже влюбляется в Наташу. Эксперимент учёного близится к завершающей и самой опасной точке.
Он уезжает в командировку. Она отправляется в обычный рейс. 
Его мечта сбывается — сделано важное открытие. Для полного счастья Евдокимову нужно только поделиться случившимся с Наташей. Ожидая её из рейса, он впервые приходит на свидание с цветами. Но оказывается, что Наташа погибла при пожаре в самолёте, спасая пассажиров.

## В ролях
- Татьяна Доронина — Наташа Александрова, стюардесса
- Александр Лазарев — Электрон Евдокимов, физик
- Олег Ефремов — Лев Карцев, штурман
- Елена Королёва — Ира («Мышка»), стюардесса
- Александр Ширвиндт — Феликс («Топтыгин»), физик-неудачник
- Владимир Комратов — Владик, коллега и друг Евдокимова
- Жанна Владимирская — Майя, коллега Евдокимова
- Сергей Чистяков — Евгений Даль, поэт в ресторане
- Евгений Карельских — ведущий программы в ресторане
- Николай Мерзликин — юноша на ночной остановке
- Зиновий Высоковский — Пётр Борисович Гальперин, физик

## Съёмочная группа
- Режиссёр: Георгий Натансон
- Сценарист: Эдвард Радзинский
- Композитор: Александр Флярковский
- Текст песен: Роберт Рождественский
- Оператор: Владимир Николаев
- Художник-постановщик: Ирина Лукашевич
- Костюмы: А. Мочалина
- Монтаж: К. Москвина
- Спецэффекты: Б. Травкин
- Дирижёр: Юрий Силантьев

## История создания
За четыре года до майской (1968) кинопремьеры Анатолий Эфрос, первым в стране, поставил на сцене московского театра «Ленком» спектакль по пьесе малоизвестного тогда автора Эдварда Радзинского «104 страницы про любовь» с Ольгой Яковлевой в роли стюардессы Наташи. Постановка оказалась очень успешной, пьеса тут же разошлась по разным театрам. Она шла с огромным успехом более чем в 120 театрах в СССР и за рубежом. В Ленинграде пьеса шла под названием «Ещё раз про любовь» и принесла автору заслуженную известность. Вскоре пьеса была поставлена Г. А. Товстоноговым в Ленинградском БДТ с Татьяной Дорониной в главной роли.
Георгий Натансон вспоминал, что идея поставить фильм принадлежала Эдварду Радзинскому. Дело было на съёмках «Старшей сестры». Когда было снято уже полфильма, Доронина пожелала посмотреть отснятый материал. После просмотра она была в ужасе: «Это не искусство! Это не кино!». Но вот всем другим из киногруппы отснятые эпизоды понравились.
Тогда Доронина предложила пригласить и посмотреть отснятый материал одной своей знакомой: «Её имя вам ничего не скажет». Натансон согласился. Приехала старенькая, маленькая, худенькая женщина. С ней молодой рыженький тип. Поздоровались и сразу приступили к просмотру. Когда зажёгся свет, старушка произнесла: «Таня, это гениально! Продолжайте сниматься». И рыженький тип также произнес несколько хороших слов. Это были мать Эдварда Радзинского и сам Эдвард Станиславович. Не теряя времени, Радзинский спросил Натансона: «Вы, конечно, видели спектакль по моей пьесе „104 страницы про любовь?“» — «Нет». — «Как?! Вся страна смотрит! У меня масса предложений экранизировать».
У Натансона времени было в обрез, было не до театра, и он попросил Радзинского дать ему почитать пьесу, что тот и сделал, сопроводив пьесу надписью: «Георгию Натансону с верой в успех нашей совместной работы. 6 июля 1967 г».
Спустя некоторое время Радзинский пригласил Натансона в «Ленком» посмотреть этот спектакль. Ещё до входа в театр автор пьесы сказал, что отдаст режиссёру право на экранизацию «104 страницы про любовь», если произведение ему понравится. Натансон вышел из театра в восторге и тут же загорелся идеей киносценария. Радзинский довольно быстро написал сценарий, который назвал «Ещё раз про любовь».
Принятый «Мосфильмом» для запуска картины сценарий был однако отвергнут редакционной комиссией Госкино как пошлый и аморальный, при этом все чиновники от кино твердили в один голос, что фильм снимать нельзя. Режиссёру Натансону потребовался целый год, чтобы переубедить моралистов от кино, прежде чем в обход председателя Госкино ему разрешили приступить к работе.

### Съёмки
Многие московские сцены в фильме были сняты в Сочи, так как съёмочные работы в Москве были приостановлены. Когда было получено разрешение на продолжение съёмок — пошёл снег. В картине очень узнаваемы и сочинский аэропорт, и набережная, и фрагменты улиц, где разворачивается действие, и знаменитая лестница в финале.
Подбор актёров
С самого начала у Георгия Натансона не возникало сомнений, кто будет играть главную героиню. Только Татьяна Доронина. Во-первых, он уже работал с этой актрисой в картине «Старшая сестра» (1966) и был от неё в восторге. Во-вторых, Доронина играла бортпроводницу Наташу в постановке ленинградского БДТ. Помимо того, Доронина и Радзинский на то время уже состояли в близких отношениях.
Роль молодого физика Электрона Евдокимова очень хотел сыграть Владимир Высоцкий. Было отснято несколько сцен, для которых ему специально сшили ботинки на высоких каблуках, так как он был намного ниже Татьяны Васильевны. По словам Э. Радзинского, проба у Высоцкого была блестящая, вся киногруппа очень хотела видеть его, но, посмотрев материал, Натансон, Доронина и Радзинский поняли, что нужно срочно искать другого актёра — уж больно не подходили герои друг другу по темпераменту. Кто именно пригласил на пробы актёра Александра Лазарева, уже не помнят. «Свой выбор я остановил на молодом, никому не известном Александре Лазареве, — рассказывал Георгий Натансон — Саша играл очень сильного человека и идеально вписался в образ. А в жизни очень боялся Татьяны Васильевны. К счастью, этого не заметил ни один из многомиллионных поклонников этого фильма».
Георгий Натансон считал, что оказался всё же прав, предпочтя Высоцкому Александра Лазарева. По его мнению, в этом дуэте была какая-то гармония «и не мнимая — настоящая любовь, а уж это чувство Доронина всегда играет потрясающе — такой уж у неё уникальный аппарат, такова актёрская природа».
По замыслу Натансона, никто лучше, чем Олег Ефремов в роли Карцева, командира воздушного судна, на котором летала Наташа, своим грубоватым обаянием и несовременной, рыцарской любовью к ней не смог бы так чудесно и убедительно оттенить избалованного раскрепощённого физика в исполнении Александра Лазарева.

### Музыка к фильму
Георгий Натансон обратился к Александру Флярковскому с просьбой написать музыку к кинофильму не случайно. К этому времени композитор написал музыку к известным фильмам «Путь в „Сатурн“» (1967) и «Конец „Сатурна“» (1968) и был известен как автор многих замечательных песен и романсов. Это — его любимый жанр, к которому он часто обращался. В его песнях была та сердечность и искренность, на которую всегда отзывались люди. Такими стали лёгкая и завораживающая путешествием по ночному городу музыка к фильму и запоминающаяся своей метафоричностью и исполнением песня, часто называемая как «Солнечный зайчик», «Бумажный кораблик» или «Я мечтала о морях и кораллах…» (текст песни Роберта Рождественского, часто встречается ошибочная информация, что песня написана на стихи Новеллы Матвеевой) и своей раскрепощённостью отчасти определившая успех картины.
В фильме «Ещё раз про любовь» Доронина и спела о солнечном зайчике, как о метафоре притягательного и постоянно ускользающего счастья:

А весной я в несчастья не верю

И капелей не боюсь моросящих.

А весной линяют разные звери,

Не линяет только солнечный зайчик.

Режиссёры часто давали ей в руки гитару — это всегда было удвоение женственности.
Песня стала популярной после выхода фильма. Её исполняют многие барды, артисты театра и кино. Она стала песней туристов, её часто поют у костра, в детских и молодёжных лагерях. «Я шагнула на корабль, а кораблик оказался из газеты вчерашней», — спела Доронина в фильме. Её героиня грезила океанским берегом и экзотическими пейзажами, не догадываясь о том, что ей готовила судьба.

## Стилистика
Картина «Ещё раз про любовь» была снята в рамках идеологии советского кино и являла собой сам факт психологической истории советского общества 1960-х — 1970-х годов.
Мелодраматическая конструкция ставила во главу угла отношения двоих, подстёгивая и драматизируя эти отношения присутствием опасности, роковых предзнаменований. Неожиданный финал был не только данью эффектности сюжетного построения, но и толчком к размышлению о ценности каждой человеческой жизни. Основная нагрузка легла на долю исполнителей главных ролей. При минимальной разработке фона действия, общей атмосферы Татьяна Доронина и Александр Лазарев должны были не только раскрыть характеры главных действующих лиц, но и принести с собой воздух времени, стать выразителями жизни 1960-х годов.
Чёрно-белый фильм. Мужчина и женщина идут по ночным, омытым дождём улицам города. Безукоризненность в одежде и уверенность в жизни. Новые герои. Романтические профессии: не рабочие и не студенты, с известной степенью риска. Новая жизнь. Иллюзия документальности, запоминающаяся песня, выдержанный элегантный стиль и простое человеческое содержание фильма очаровывали зрителя. Любовь была главным действующим лицом фильма, заканчивающегося смертью в авиакатастрофе главной героини, словно обрываясь на высокой трагической ноте, похожей на призыв к пониманию между людьми. Фильм с восторгом были принят зрителем, который ощутил живой трепет обычной жизни, сквозь будничную оболочку которой прорываются совсем не будничные страсти.
Невольно напрашивается параллель со знаменитой картиной Клода Лелуша «Мужчина и женщина», в которой режиссёр поместил на край фильма всю интригу и событийность, делая предметом своего интереса только зарождающиеся и мучительно развивающиеся отношения двух людей.
Эдвард Радзинский вывел в культурное пространство советской эпохи новый романтичный женский образ, красавицу, блондинку, стюардессу. Тогда обращали на себя внимание странные женщины, умевшие нести свою красоту с достоинством, рождённые в пику советской унитарности и существующие вопреки лозунгу той поры: «Будь как все!». Такую женщину искали прежде, такую хотели встретить в будущем, потому что изначально и таинственно стремление человека к нравственным основам, окрашенным романтизмом.
Доронина с её особой манерой говорить и такой же особой манерой смотреть и двигаться мгновенно влюбила в себя миллионы мужчин СССР, а неотразимый Лазарев и безответно обожавший героиню обаятельный Ефремов только подчёркивали её мечтательную созерцательность. История любви была снята просто и сентиментально. Единственным экстравагантным элементом во всём визуально-вербальном ряду была Доронина и её странный детский тонкий голос. Актриса нашла для своей героини манеру говорить нарочно медленно, нарочито негромко, почти шёпотом, создав тем самым для неё ауру исключительности. В задыхающемся пришепётывании героини Дорониной бился сбивчивый пульс, выстукивая одно и то же «ещё, ещё, ещё раз про любовь…» Про любовь несбыточную, хрупкую, как бумажный кораблик, и неуловимую, как солнечный зайчик.
Татьяна Доронина демонстрировала максимум эротики, хлещущей через край во всех жестах и словах, причём эротики внутренней и не осознаваемой её героиней.
В фильме проступает та чистота натуры героини, для которой измена — даже пошлая, беглая, сиюминутная — не могла быть явлением обычным и которая вызывает восхищение зрителя, которому важно было видеть в ней сочетание красоты и характера, важно было понимать, что героиню обошла масса соблазнов, которым покоряются красивые женщины: в фильме она внимательно чувствительна к слабостям и недостаткам других, она талантливо человечна. Роль, сыгранная на вечные времена.
Радзинский и Натансон фактически осуществили в СССР мягкую нравственную революцию, поместив героев в необычные для советского зрителя обстоятельства. Одна из самых сильных сцен фильма — в постели, самоотверженность женщины в чувствах, открытость их проявления и сам поступок героини — были правильно поняты далеко не всей мужской и женской частью советского общества, упрекавшей героиню в отсутствии морали.
Впрочем, тот же Лелуш, вспоминая историю создания своего фильма, говорил, что «самые прекрасные истории любви — те самые, прожить которые нам не хватило времени».

### Популярность и влияние
Фильм   Натансона при всей его камерности насквозь пропитан неповторимой атмосферой 1960-х. Это — история любви на фоне общественных надежд, которые обещала «оттепель». Профессии влюблённых — стюардесса и учёный-физик — стали в те годы особенно важны и символизировали актуальные приметы времени: знаменитые споры между «физиками» и «лириками». Обе профессии находятся как бы на грани риска, одна требует женственности, красоты, милосердия, другая — мужественности, ума и таланта.
Чтобы понять, какую роль в эти годы в советском обществе играл научный работник, или, как говорили тогда, «молодой учёный», достаточно вспомнить ещё один популярный фильм тех лет «Девять дней одного года» (1962) Михаила Ромма. Пьеса с эпатажным названием «104 страницы про любовь» (1964), написанная далёким ещё от кинотриумфов Э. Радзинским, была обречена стать экранной историей.
В 1966 году на киноэкраны вышла знаковая картина французского режиссёра Клода Лелуша «Мужчина и женщина» с неповторимым дуэтом Анук Эме и Жан-Луи Трентиньяна и незабываемой музыкальной композицией Франсиса Лэя. Фильм рассказывал о непростых отношениях между овдовевшим мужчиной и одинокой женщиной. Магия углублённого взгляда на отношения — Его и Её — с верно расставленными психологическими акцентами, почти электрическим напряжением чувств между полюсами, была велика.
Эта тема для пристального анализа и размышления в советском обществе назрела давно. Картина «Ещё раз про любовь», вышедшая в годы оттепели и потрясшая силой и искренностью сердца соотечественников, вывела на экран новую нетипичную героиню и историю любви несоветского формата, покорившую зрителей.
Это был первый советский фильм о любви, в котором девушка, познакомившись с молодым человеком в ресторане, осталась у него в первый вечер знакомства ночевать и объяснилась ему в любви.
Уже в самом названии проявилась некая знаковость фильма: банальная тема, но взгляд на происходящее совершенно новый. История довольно простая. Вот мужчина, вот женщина, вот их любовь, а вот «что-то», что всё портит. Наблюдать за борьбой любви и «чего-то» — одно из самых захватывающих зрелищ, позволяющих хоть на шаг приблизиться к разгадке этого противостояния и найти способ подыграть любви. Она его полюбила, причём, открыто, честно и безоглядно. А он — не сразу, постепенно, насторожённо. Хрупкое и вечное чувство неожиданно обрушивается на двух одиноких людей. И только потеряв её, он понимает, что у него на многое открылись глаза.
В этой картине элегантные Доронина и Лазарев создали необычно гармоничный дуэт, привнеся в картину дух 1960-х с портретами Хемингуэя и географическими картами на стенах малогабаритных квартир. Девушкой 1960-х, разбившей сердца целому поколению и такой не похожей на всех прочих советских кино- и литературных героинь своей индивидуальностью, была Татьяна Доронина. Скольких людей покорила она своими огромными глазами, своим странным, с хрипотцой и прерывистым дыханием, голосом. Девушки бежали в парикмахерские осветляться, копировали её стиль одежды, манеры, вешали её изображение на стены: она была идеалом. Все женщины Советского Союза мечтали походить на блондинку Татьяну Доронину и встретить красавца Александра Лазарева. У каждого советского человека была своя история любви, многие хотели её сравнить с простой и душевной экранной историей и увидеть в ней свою, хотелось прикоснуться к истинной любви и насладиться ею, хотя бы со стороны.
Дуэт Дорониной и Лазарева открыл для советского зрителя не только экранную чувственную любовь, но и показал тот накал страстей и даже некую борьбу в отношениях, которые долгое время считались у нас чуть ли не запретными.
Татьяна Доронина играла материнскую женственность, которая каким-то образом одухотворяла даже обывателей. Это была новая героиня, которая с экрана говорила о новой жизни, о новом взгляде на отношения между мужчиной и женщиной. Её странные, прерывистые, с придыханием интонации одних завораживали, других раздражали, но никого не оставляли равнодушными.
Георгий Натансон снял один из самых пронзительных фильмов о любви, фильм поэтический, очень добрый, который так же, как и история Ромео и Джульетты, долго ещё будет вызывать неподдельный интерес, а тема, затронутая в пьесе Радзинским, находится вне времени — её можно ставить и через 50, и через 100 лет. Успех картины и её героев был так велик, что люди стояли в очередях даже на улицах, а в кинотеатрах ставили нулевой ряд на все сеансы картины. Выход картины был по существу своеобразным вызовом официальному ханжеству и экранному пуританству, предубеждениям и условностям, которые были характерны для советского общества той поры.
Перефразируя известные слова автора пьесы «104 страницы про любовь», можно сказать, что каждая любовь похожа и одновременно совершенно не похожа на предыдущую. Каждый человек вступает в эту любовь, как в новый мир, который обещает всё и редко даёт хоть что-нибудь. Но когда она уходит, он понимает, что ему дали всё, — он просто этого не понял.

## Отзывы
Фильм «Ещё раз про любовь» остаётся актуальным спустя десятилетия, не оставляя равнодушным и со временем приобретает несвойственный ему до этих пор аромат и известную долю изыска. Киновед Всеволод Ревич отмечал в своей рецензии: «Это фильм о людях, которые могут и умеют глубоко и сильно переживать, а значит, и о счастливых людях: несмотря на то, что в нём есть и слёзы, и безответное чувство, и трагедия».
- Название «104 страницы про любовь» было дано автором под влиянием истории катастрофы самолёта Ту-104 с экипажем лётчика Гарольда Кузнецова, произошедшей в 1958 году. Экранизация проходит очень близко к судьбе самого Гарольда Кузнецова, он также влюблён в стюардессу, но не находит взаимности до самой катастрофы[23].
- Широкую известность пьеса получила после постановки Анатолием Эфросом в Московском театре имени Ленинского комсомола в 1964 году с Ольгой Яковлевой в главной роли.
- Зарубежная премьера фильма состоялась 21 марта 1969 года в Финляндии.
- Картину «Ещё раз про любовь» на фестивале в Картахене (Колумбия) пришлось показывать вне конкурса — советские чиновники от кинематографа всячески перестраховывались, боясь, что этой «антиморальной» лентой будет нанесён ущерб стране. По итогам показа картине был присуждён Гран-при.
- В 1968 году по итогам опроса журнала «Советский экран» Татьяне Дорониной присуждено звание «Лучшая актриса года» (за фильмы «Три тополя на Плющихе» и «Ещё раз про любовь»).
- Многие фразы и выражения из сценария и песни фильма стали крылатыми фразами как, например, «К чему бы это? — Я думаю, к дождю» (Евдокимов), «Неплохой человек ― это ещё не профессия» (Владик) или «Если я неправильно считаю, пусть старшие товарищи меня поправят» (Феликс). Крылатым выражением стало и само название фильма «Ещё раз про любовь», употребляемым часто в том случае, когда надо напомнить о высоких чувствах или о забываемой иногда первооснове человеческой сущности — любви[24].
- В кафе, где Наташа встречается с Евдокимовым, играла бит-группа «Скифы», состоявшая из студентов Московского университета и пользовавшаяся в конце 1960-х годов огромной популярностью. После показа фильма в Москве в 1968 году началась «скифомания»[25].

## Награды и премии
- 1969 — Гран-при «За мастерство режиссуры и высокие моральные качества» на Международном кинофестивале в Картахене (Колумбия)[3].